# Grand Créton
Il Grand Créton (pron. fr. AFI: [ɡʁɑ̃ kʁetɔ̃] - 3.071 m s.l.m.) è una montagna Catena Grande Rochère-Grand Golliaz nelle Alpi Pennine. Si trova in Valle d'Aosta.

## Caratteristiche
La montagna fa parte del gruppo della Grande Rochère e si trova appena a sud-est della Aiguille d'Artanavaz. È collocata lungo la creta di vette tra la Valle del Gran San Bernardo ed il vallone di Planaval sopra La Salle.

## Salita alla vetta
Si può salire sulla vetta partendo da Planaval località di La Salle oppure partendo da Mottes località della Valle del Gran San Bernardo.